# Yuriy Drohobych

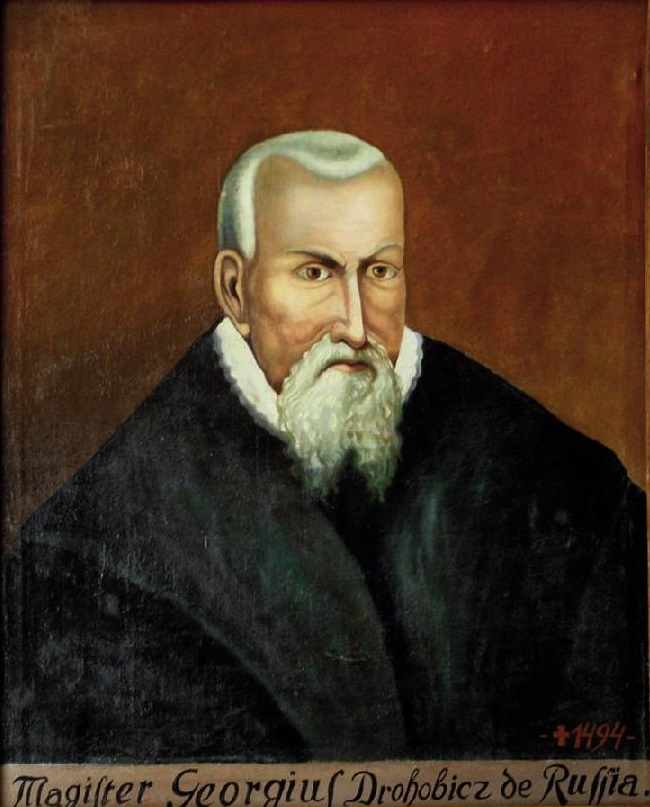
Yuriy Drohobych em 1494

Yuriy Drohobych ou Yuriy Kotermak,  (1450, em Drohobych - 4 de Fevereiro de 1494, em Cracóvia) foi um filósofo ruteno, astrónomo, escritor, médico, reitor da Universidade de Bolonha, professor da Academia de Cracóvia, primeiro editor de um texto impresso eslavo da Igreja. Ele é o autor de Iudicium Pronosticon Anni 1483 Currentis.

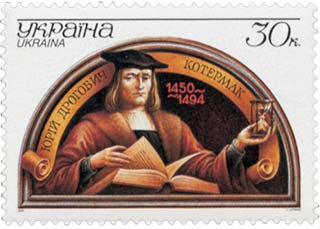
Yuriy Drohobych num selo de 30 kopiyok